# Steve Redgrave
Stephen Geoffrey Redgrave (Marlow, Inglaterra, 23 de marzo de 1962) es un remero británico que ganó medallas de oro olímpicas en cinco Juegos Olímpicos consecutivos desde 1984 hasta 2000. También ganó una medalla de bronce en los Juegos Olímpicos de Seúl 1988 y nueve medallas de oro en los Campeonatos del Mundo de Remo.

## Biografía
Redgrave mide 1.95 y pesa más de 100 kilogramos. Su primera medalla olímpica la consiguió en los Juegos Olímpicos de Los Ángeles 1984 aunque anteriormente ya había conseguido varios títulos, como el Campeonato de Mundo de 1983 invididual, el Campeonato del Mundo Junior en 1979, la Diamond Challenge Sculls en 1983 y la Double Sculls Challenge Cup en 1981.
Antes de ganar su segunda medalla olímpica, en los Juegos Olímpicos de Seúl 1988 ganó los dos años anteriores la Silver Goblets & Nickalls' Challenge Cup así como la Diamond Challenge Sculls en 1985. Además consiguió el oro en 1987 en los Mundiales de Remo junto a Andy Holmes y la medalla de oro en el mundial anterior también junto a Holmes y Patrick Sweeney. Además del oro olímpico también obtuvo un bronce.
Después de esta segunda medalla de oro olímpica, Holmes se lesionó y Redgrave casi deja de competir, pero en los mundiales de 1989 junto a Simon Berrisford, obtienen la medalla de plata y gana otra vez la Silver Goblets & Nickalls' Challenge Cup.
En 1990 cambia de pareja, Matthew Pinsent con el que rema a partir de entonces y con el que obtiene ese año una medalla de bronce en los mundiales y al año siguiente la de bronce. También en 1991 se adjudica la Silver Goblets & Nickalls' Challenge Cup, además de ganar el Campeonato del Mundo de Remo Indoor en remoergómetro.
En 1992, vuelve a ganar el oro en los Juegos Olímpicos de Barcelona 1992, junto a Pinsent. En 1993 gana otra vez la Silver Goblets & Nickalls' Challenge Cup y la Stewards' Challenge Cup además de proclamarse campeones del mundo los tres años siguientes. En el año 1994 y 1995 gana sus últimas dos Silver Goblets & Nickalls' Challenge Cup.
Ya en 1996 se presenta en los Juegos Olímpicos de Atlanta 1996 y se vuelve a proclamar campeón olímpico junto a Pinsent. Después de estos Juegos gana los siguientes cuatro años la Stewards' Challenge Cup y en 1997, 1998 y 1999 el Campeonato del Mundo de 4 scull junto a James Cracknell, Matthew Pinsent, Tim Foster (los dos primeros años) y Ed Coode (en 1999).
Junto a los tres primeros se volvió a proclamar campeón en los Juegos Olímpicos de Sídney 2000. Al año siguiente también ganó la Queen Mother Challenge Cup.
Durante su carrera también ha combatido muchas enfermedades, en 1992 se le diagnosticó colitis ulcerosa y en 1997, diabetes. 
Compitió en la Henley Royal Regatta durante 20 años. Y ganó la Silver Goblets & Nickalls' Challenge Cup para parejas en siete ocasiones, dos con Andy Holmes, una con Simon Berrisford y cuatro con Matthew Pinsent. Ganó también la Stewards' Challenge Cup para cuatro scull en cinco ocasiones, la Diamond Challenge Sculls en dos ocasiones, la Double Sculls Challenge Cup una junto a Eric Sims y la Queen Mother Challenge Cup para cuatro scull en una ocasión.
En el año 1989 fue un miembro del equipo británico de bobsleigh como ganador nacional. 

## Después del remo
- En abril del año 2006, Redgrave completó su tercera maratón de Londres.
- Es un gran aficionado al piragüismo, participando especialmente en carreras de maratón..
- Redgrave es un gran aficionado al Chelsea FC.
- Ha sido conmemorado en el Burnham Grammar School y en el Broadlands Science and Engineering School con el nombre de una de sus casas.
- También el Linton Village College en Cambridgeshire, tiene una casa con su nombre.
- En 2007 hizo el saque de honor de la final de la Challenge Cup en el Estadio de Wembley.

## Palmarés
- Medallas Olímpicas: 5 Oros, 1 Bronce
- Medallas en Campeonatos del Mundo: 9 Oros, 2 Platas, 1 Bronce
- Medallas en Campeonatos del Mundo Junior: 1 Plata
- Medallas Thomas Keller: 2001 (Premiada por la FISA)

### Juegos Olímpicos
- 2000 - Oro, Outrigger Cuatro sin timonel (con Matthew Pinsent, Tim Foster, James Cracknell)
- 1996 - Oro, Outrigger Dos sin timonel (con Matthew Pinsent)
- 1992 - Oro, Outrigger Dos sin timonel (con Matthew Pinsent)
- 1988 - Oro, Outrigger Dos sin timonel (con Andy Holmes)
- 1988 - Bronce, Outrigger Dos con timonel (con Andy Holmes y Patrick Sweeney)
- 1984 - Oro, Outrigger Cuatro con timonel (con Martin Cross, Adrian Ellison, Andy Holmes, Richard Budgett).

### Campeonato del Mundo de Remo
- 1999 - Oro, Outrigger Cuatro sin timonel (con James Cracknell, Ed Coode, Matthew Pinsent)
- 1998 - Oro, Outrigger Cuatro sin timonel (con James Cracknell, Tim Foster, Matthew Pinsent)
- 1997 - Oro, Outrigger Cuatro sin timonel (con James Cracknell, Tim Foster, Matthew Pinsent)
- 1995 - Oro, Outrigger Dos sin timonel (con Matthew Pinsent)
- 1994 - Oro, Outrigger Dos sin timonel (con Matthew Pinsent)
- 1993 - Oro, Outrigger Dos sin timonel (con Matthew Pinsent)
- 1991 - Oro, Outrigger Dos sin timonel (con Matthew Pinsent)
- 1990 - Bronce, Outrigger Dos sin timonel (con Matthew Pinsent)
- 1989 - Plata, Outrigger Dos sin timonel (con Simon Berrisford)
- 1987 - Oro, Outrigger Dos sin timonel (con Andy Holmes)
- 1987 - Plata, Outrigger Dos con timonel (con Andy Holmes y Patrick Sweeney)
- 1986 - Oro, Outrigger Dos con timonel (con Andy Holmes y Patrick Sweeney)
- 1985 - 12º, Scull Individual
- 1983 - Oro, Skiff
- 1982 - 6º, Cuádruple Scull
- 1981 - 8º, Cuádruple Scull

### Campeonato del Mundo de Remo Junior
- 1980 - Plata, Doble Scull
- 1979 - Oro, Skiff

### Henley Royal Regatta
- 2001 - Queen Mother Challenge Cup
- 2000 - Stewards' Challenge Cup
- 1999 - Stewards' Challenge Cup
- 1998 - Stewards' Challenge Cup
- 1997 - Stewards' Challenge Cup
- 1995 - Silver Goblets & Nickalls' Challenge Cup
- 1994 - Silver Goblets & Nickalls' Challenge Cup
- 1993 - Stewards' Challenge Cup
- 1993 - Silver Goblets & Nickalls' Challenge Cup
- 1991 - Silver Goblets & Nickalls' Challenge Cup
- 1989 - Silver Goblets & Nickalls' Challenge Cup
- 1987 - Silver Goblets & Nickalls' Challenge Cup
- 1986 - Silver Goblets & Nickalls' Challenge Cup
- 1985 - Diamond Challenge Sculls
- 1983 - Diamond Challenge Sculls
- 1981 - Doble Sculls Challenge Cup

### Otros
- 1996 - Ganador del UK Celebrity Gladiators
- 2000 - Personalidad del año para la BBC Sports